# Scudderia mexicana
Scudderia mexicana är en insektsart som först beskrevs av Henri Saussure 1861.  Scudderia mexicana ingår i släktet Scudderia och familjen vårtbitare. Inga underarter finns listade i Catalogue of Life.